# Puchar Świata w narciarstwie szybkim 2015
Puchar Świata w narciarstwie szybkim 2014/2015 rozpoczął się 3 marca 2015 w andorskim Grandvalira (początkowo 24 stycznia we francuskim Vars), a zakończył się 22 marca 2015 w szwedzkim Idre Fjaell.
Puchar Świata został rozegrany w 3 krajach i 3 miastach na 2 kontynentach. (Początkowo w 4 krajach i 4 miastach.) 
Obrońcami Kryształowej Kuli byli Austriak Klaus Schrottshammer wśród mężczyzn oraz Szwedka Linda Baginski wśród kobiet. Tym razem najlepsi okazali się Włoch Ivan Origone wśród mężczyzn oraz jego rodaczka Valentina Greggio wśród kobiet. 

## Kalendarz i wyniki Pucharu Świata

### Mężczyźni
| Lp | Data             | Miejscowość | 1. Miejsce           | 2. Miejsce           | 3. Miejsce           |
| -- | ---------------- | ----------- | -------------------- | -------------------- | -------------------- |
| 1. | 24 stycznia 2015 | Vars        | Odwołano             | Odwołano             | Odwołano             |
| 2. | 25 stycznia 2015 | Vars        | Odwołano             | Odwołano             | Odwołano             |
| 3. | 2 marca 2015     | Grandvalira | Odwołano             | Odwołano             | Odwołano             |
| 4. | 3 marca 2015     | Grandvalira | Klaus Schrottshammer | Ivan Origone         | Simone Origone       |
| 5. | 12 marca 2015    | Sun Peaks   | Ivan Origone         | Simone Origone       | Klaus Schrottshammer |
| 6. | 13 marca 2015    | Sun Peaks   | Ivan Origone         | Klaus Schrottshammer | Christian Jansson    |
| 7. | 21 marca 2015    | Idre Fjaell | Christian Jansson    | Ivan Origone         | Simone Origone       |
| 8. | 22 marca 2015    | Idre Fjaell | Christian Jansson    | Bastien Montes       | Simone Origone       |

### Kobiety
| Lp | Data             | Miejscowość | 1. Miejsce        | 2. Miejsce             | 3. Miejsce        |
| -- | ---------------- | ----------- | ----------------- | ---------------------- | ----------------- |
| 1. | 24 stycznia 2015 | Vars        | Odwołano          | Odwołano               | Odwołano          |
| 2. | 25 stycznia 2015 | Vars        | Odwołano          | Odwołano               | Odwołano          |
| 3. | 2 marca 2015     | Grandvalira | Odwołano          | Odwołano               | Odwołano          |
| 4. | 3 marca 2015     | Grandvalira | Valentina Greggio | Linda Baginski         | Lisa Hovland-Uden |
| 5. | 12 marca 2015    | Sun Peaks   | Valentina Greggio | Karine Dubouchet Revol | Teria-Jo Davies   |
| 6. | 13 marca 2015    | Sun Peaks   | Linda Baginski    | Karine Dubouchet Revol | Valentina Greggio |
| 7. | 21 marca 2015    | Idre Fjaell | Valentina Greggio | Karine Dubouchet Revol | Linda Baginski    |
| 8. | 22 marca 2015    | Idre Fjaell | Valentina Greggio | Karine Dubouchet Revol | Linda Baginski    |

## Klasyfikacje

### Mężczyźni
| Lp. | Zawodnik             | Punkty |
| --- | -------------------- | ------ |
| 1.  | Ivan Origone         | 410    |
| 2.  | Klaus Schrottshammer | 330    |
| 3.  | Christian Jansson    | 318    |
| 4.  | Simone Origone       | 305    |
| 5.  | Bastien Montes       | 275    |
| 6.  | Jan Farrell          | 147    |
| 7.  | Jimmy Montes         | 129    |
| 8.  | Daniel Andersson     | 123    |
| 9.  | Ismael Devenes       | 118    |
| 10. | Reto Eigenmann       | 114    |
| ... |                      |        |
| 22. | Jędrzej Dobrowolski  | 36     |

| Lp. | Zawodniczka            | Punkty |
| --- | ---------------------- | ------ |
| 1.  | Valentina Greggio      | 460    |
| 2.  | Karine Dubouchet Revol | 370    |
| 3.  | Linda Baginski         | 350    |
| 4.  | Tomoko Shimbo          | 216    |
| 5.  | Hanna Matslofva        | 145    |
| 6.  | Teria-Jo Davies        | 110    |
| 7.  | Lisa Hovland-Uden      | 60     |
| 8.  | Celia Martinez         | 40     |

| Lp. | Zawodniczka            | Punkty |
| --- | ---------------------- | ------ |
| 1.  | Valentina Greggio      | 460    |
| 2.  | Karine Dubouchet Revol | 370    |
| 3.  | Linda Baginski         | 350    |
| 4.  | Tomoko Shimbo          | 216    |
| 5.  | Hanna Matslofva        | 145    |
| 6.  | Teria-Jo Davies        | 110    |
| 7.  | Lisa Hovland-Uden      | 60     |
| 8.  | Celia Martinez         | 40     |